# دیهیون (کالیفرنیا)
دیهیون (به انگلیسی: DeHaven) یک منطقهٔ مسکونی در ایالات متحده آمریکا است که در شهرستان مندوسینو، کالیفرنیا واقع شده‌است. دیهیون ۱۴ متر بالاتر از سطح دریا واقع شده‌است.